# Принцип Маха
Принцип Маха ― утверждения, охватывающие три вида вопросов:
1. Существование пространства и времени неразрывно связано с существованием физических тел. Удаление всех физических тел прекращает существование пространства и времени[1].
2. Причиной существования инерциальных систем отсчёта является наличие далёких космических масс[2].
3. Инертные свойства каждого физического тела определяются всеми остальными физическими телами во Вселенной и зависят от их расположения[3].

В классической механике и теории относительности, напротив, считается, что инертные свойства тела, например, его масса, не зависят от наличия или отсутствия других тел. Однако в общей теории относительности (ОТО) от окружающей материи зависят свойства локально инерциальных систем отсчёта, относительно которых и определяются инертные свойства тел, что может считаться конкретной реализацией принципа Маха.
Принцип Маха был сформулирован Эрнстом Махом в 1896 году, однако им не была приведена точная математическая формулировка этого принципа. Следуя принципу наблюдаемости, Мах подверг критике понятие абсолютного пространства Ньютона, ускорением относительно которого Ньютон объяснял возникновение сил инерции. По Маху, источником инерции является ускорение не относительно абсолютного пространства, а относительно системы отсчёта, связанной с удалёнными звёздами, масса которых является источником инерции.
Принцип Маха в его исходной формулировке (инертные свойства тела зависят от массы и расположения других тел) не выполняется в теории относительности. Это утверждение следует из того, что принцип относительности инерции допускает мгновенность передачи действия на расстояние (принцип дальнодействия), а в основе теории относительности лежит принцип близкодействия (скорость передачи действия конечна и не превышает скорость света в вакууме); в пустом пространстве, согласно специальной теории относительности, все тела обладают инерцией, независимо от наличия или отсутствия других тел; также, известно, что одна и та же сила сообщает данному телу одинаковое ускорение, независимо от наличия или отсутствия рядом других тел.
Имеется ряд неэквивалентных математических формулировок принципа Маха. Некоторые из этих формулировок совместимы с ОТО, другие ей противоречат. Современной физикой признаются только формулировки, совместимые с ОТО. Большой вклад в исследование данного принципа внесли Герман Бонди и Джозеф Самуэл.

## Мнения относительно принципа Маха
Альберт Эйнштейн в период создания общей теории относительности надеялся, что принцип Маха найдёт своё отражение в его теории. Вот что он писал в то время:
…в последовательной теории относительности нельзя определять инерцию по отношению к «пространству», но можно определять инерцию масс относительно друг друга. Поэтому если я удалю какую-нибудь массу на достаточно большое расстояние от всех других масс Вселенной, то инерция этой массы должна стремиться к нулю. Попытаемся сформулировать это условие математически.
С этой позицией Эйнштейна был вполне солидарен и Паули:
Поскольку Мах ясно осознавал именно этот указанный выше недостаток механики Ньютона и заменил абсолютное ускорение ускорением относительно остальных масс Вселенной, Эйнштейн назвал этот постулат принципом Маха. Этот принцип, в частности требует, чтобы инерция материи определялась только окружающими его массами и таким образом исчезала, если все остальные массы будут устранены, так как с релятивистской точки зрения не имеет никакого смысла говорить о сопротивлении абсолютному ускорению (относительность инерции).
Вот, например, что написано об этом принципе в 15-м томе Большой советской энциклопедии, изданном в 1974 году:
…принцип Маха продолжает широко привлекаться в теоретических работах, ставящих целью выяснение строения и свойств Вселенной в целом; при этом проблема его согласования с выводами космологии, исходящей как из общей теории относительности Эйнштейна, так и из других теорий тяготения, сталкивается с серьёзными противоречиями, наводящими на мысль, что принцип Маха либо неверен, либо непроверяем экспериментально.
А вот что написано по этому поводу в Берклеевском курсе физики:
Существование инерциальных систем отсчёта приводит к сложному вопросу, остающемуся без ответа: какое влияние оказывает вся прочая материя во Вселенной на опыт, производимый в лаборатории на Земле?
<…>
…точка зрения о том, что имеет значение только ускорение относительно неподвижных звезд, представляет собой гипотезу, обычно называемую принципом Маха. Хотя не имеется ни экспериментального подтверждения, ни опровержения этой точки зрения, некоторые физики, включая Эйнштейна, нашли, что этот принцип a priori представляет интерес. Другие физики придерживаются противоположного мнения. Этот вопрос имеет значение для теоретической космологии. Если считать, что среднее движение всей остальной части Вселенной влияет на состояние любой одиночной частицы, то возникает целый ряд связанных с этим вопросов, и путей к ответу на них пока не видно. Имеются ли какие-либо другие взаимные связи между свойствами одиночной частицы и состоянием остальной части Вселенной? Изменится ли заряд электрона или его масса или энергия взаимодействия между нуклонами, если бы как-то изменилось число частиц во Вселенной или плотность их распределения? До настоящего времени нет ответа на этот глубокий вопрос о соотношении между далёкой Вселенной и свойствами отдельных частиц.

## Экспериментальная проверка принципа Маха
Принцип Маха можно проверить экспериментальным путём, определив, влияют ли большие, близко расположенные массы на законы физики. Из принципа Маха следует, что должна существовать разница в инерциальной массе частицы, которая ускоряется по направлению к центру нашей Галактики, и по направлению от неё. Были проведены опыты по резонансному поглощению фотонов ядрами 7Li в магнитном поле с напряжённостью 4700 Гс. Ядро лития имеет основное состояние со спином 3/2 и четырьмя эквидистантными подуровнями, которые равны, если законы физики, определяющие инерцию, инвариантны относительно вращений. В этом случае спектр поглощения фотонов имеет единственный максимум. Если законы физики неизотропны для разных направлений, подуровни имеют разное расстояние между собой, и спектр поглощения фотонов имеет три близких максимума.
Наблюдения проводились при разной ориентации магнитного поля относительно направления на центр нашей Галактики. Была получена верхняя граница для относительной анизотропии инертной массы 10−20. Данный опыт свидетельствует о невыполнении принципа Маха.